# مخلاف اليحصبين
مخلاف اليحصبين أحد المخاليف اليمنية القديمة التي كان معمول بها قبل سيطرة العثمانيين على اليمن واحتلال بريطانيا لعدن   ، حالياً تقع مساحة المخلاف في اليمن .